# Codice WMO
Il codice WMO è un codice identificativo numerico assegnato dall'Organizzazione meteorologica mondiale (WMO) a ogni stazione meteorologica ufficialmente riconosciuta.
I codici sono costituiti generalmente da cinque cifre, le prime due delle quali identificano la nazione in cui la data stazione meteorologica risulta ubicata; le ultime tre cifre numeriche identificano invece in modo univoco la stazione meteorologica presa in esame. In Italia, ogni stazione meteorologica è identificata dal codice WMO 16XYZ, dove il numero 16 è l'identificativo numerico della nazione italiana.
Considerando che la maggior parte delle stazioni meteorologiche ufficiali si trovano in aree aeroportuali, il codice WMO identifica indirettamente anche lo scalo in cui è ubicata la stazione meteorologica esaminata, affiancandosi così a livello funzionale in modo biunivoco al codice ICAO; se la stazione meteorologica è situata fuori da aree aeroportuali, il codice WMO è comunque utilizzato per la richiesta via radio dei bollettini di quella determinata area geografica.

## Lista di stazioni meteorologiche per codice WMO

### Italia
| Codice WMO | Stazione meteorologica                                  | Località                       |
| ---------- | ------------------------------------------------------- | ------------------------------ |
| 16008      | Stazione meteorologica di San Valentino alla Muta       | San Valentino alla Muta (BZ)   |
| 16020      | Stazione meteorologica di Bolzano                       | Bolzano (BZ)                   |
| 16021      | Stazione meteorologica di Passo Rolle                   | Passo Rolle (TN)               |
| 16022      | Stazione meteorologica di Paganella                     | Paganella (TN)                 |
| 16033      | Stazione meteorologica di Dobbiaco                      | Dobbiaco (BZ)                  |
| 16036      | Stazione meteorologica di Aviano                        | Aviano (PN)                    |
| 16040      | Stazione meteorologica di Tarvisio                      | Tarvisio (UD)                  |
| 16044      | Stazione meteorologica di Udine Campoformido            | Campoformido (UD)              |
| 16045      | Stazione meteorologica di Udine Rivolto                 | Codroipo (UD)                  |
| 16046      | Stazione meteorologica di Udine Rivolto DCP             | Codroipo (UD)                  |
| 16052      | Stazione meteorologica di Pian Rosa                     | Plateau Rosa (AO)              |
| 16054      | Stazione meteorologica di Aosta Pollein DCP             | Pollein (AO)                   |
| 16058      | Stazione meteorologica di Valle di Susa-Bousson         | Bousson (TO)                   |
| 16059      | Stazione meteorologica di Torino Caselle                | Caselle Torinese (TO)          |
| 16060      | Stazione meteorologica di Torino Venaria Reale DCP      | Venaria Reale (TO)             |
| 16061      | Stazione meteorologica di Torino-Bric della Croce       | Bric della Croce (TO)          |
| 16064      | Stazione meteorologica di Novara Cameri                 | Cameri (NO)                    |
| 16066      | Stazione meteorologica di Milano Malpensa               | Malpensa (VA)                  |
| 16067      | Stazione meteorologica di Gallarate DCP                 | Gallarate (VA)                 |
| 16068      | Stazione meteorologica di Casale Monferrato DCP         | Casale Monferrato (AL)         |
| 16072      | Stazione meteorologica di Monte Bisbino                 | Monte Bisbino (CO)             |
| 16073      | Stazione meteorologica di Monte Bisbino DCP             | Monte Bisbino (CO)             |
| 16076      | Stazione meteorologica di Bergamo Orio al Serio         | Orio al Serio (BG)             |
| 16080      | Stazione meteorologica di Milano Linate                 | Linate (MI)                    |
| 16081      | Stazione meteorologica di Milano Linate DCP             | Linate (MI)                    |
| 16084      | Stazione meteorologica di Piacenza San Damiano          | San Giorgio Piacentino (PC)    |
| 16088      | Stazione meteorologica di Brescia Ghedi                 | Ghedi (BS)                     |
| 16090      | Stazione meteorologica di Verona Villafranca            | Villafranca di Verona (VR)     |
| 16094      | Stazione meteorologica di Vicenza                       | Vicenza (VI)                   |
| 16095      | Stazione meteorologica di Padova                        | Padova (PD)                    |
| 16098      | Stazione meteorologica di Treviso Istrana               | Istrana (TV)                   |
| 16099      | Stazione meteorologica di Treviso Sant'Angelo           | Treviso (TV)                   |
| 16101      | Stazione meteorologica di Venezia Lido DCP              | Venezia (VE)                   |
| 16105      | Stazione meteorologica di Venezia Tessera               | Venezia (VE)                   |
| 16107      | Stazione meteorologica di Lame di Concordia DCP         | Lame di Concordia (VE)         |
| 16108      | Stazione meteorologica di Trieste Ronchi dei Legionari  | Ronchi dei Legionari (GO)      |
| 16110      | Stazione meteorologica di Trieste Barcola               | Trieste (TS)                   |
| 16111      | Stazione meteorologica di Monte Settepani DCP           | Monte Settepani (SV)           |
| 16114      | Stazione meteorologica di Mondovì                       | Mondovì (CN)                   |
| 16115      | Stazione meteorologica di Colle di Tenda DCP            | Colle di Tenda (CN)            |
| 16116      | Stazione meteorologica di Govone                        | Govone (CN)                    |
| 16117      | Stazione meteorologica di Cuneo Levaldigi DCP           | Savigliano (CN)                |
| 16118      | Stazione meteorologica di Novi Ligure DCP               | Novi Ligure (AL)               |
| 16119      | Stazione meteorologica di Passo dei Giovi               | Passo dei Giovi (GE)           |
| 16120      | Stazione meteorologica di Genova-Sestri Ponente         | Genova (GE)                    |
| 16121      | Stazione meteorologica di Genova DCP                    | Genova (GE)                    |
| 16122      | Stazione meteorologica di Albenga                       | Villanova d'Albenga (SV)       |
| 16123      | Stazione meteorologica di Chiavari DCP                  | Chiavari (GE)                  |
| 16124      | Stazione meteorologica di Passo della Cisa              | Passo della Cisa (MS)-(PR)     |
| 16125      | Stazione meteorologica di Sarzana Luni                  | Sarzana (SP)                   |
| 16129      | Stazione meteorologica di Isola di Palmaria             | Palmaria (SP)                  |
| 16130      | Stazione meteorologica di Parma DCP                     | Parma (PR)                     |
| 16131      | Stazione meteorologica di Parma Panocchia DCP           | Parma (PR)                     |
| 16134      | Stazione meteorologica di Monte Cimone                  | Monte Cimone (MO)              |
| 16135      | Stazione meteorologica di Passo Porretta DCP            | Passo della Porretta (PT)      |
| 16136      | Stazione meteorologica di Passo Porretta                | Passo della Porretta (PT)      |
| 16137      | Stazione meteorologica di Spilamberto DCP               | Spilamberto (MO)               |
| 16138      | Stazione meteorologica di Ferrara                       | Ferrara (FE)                   |
| 16139      | Stazione meteorologica di Settefonti DCP                | Ozzano dell'Emilia (BO)        |
| 16140      | Stazione meteorologica di Bologna Borgo Panigale        | Bologna (BO)                   |
| 16141      | Stazione meteorologica di Volano DCP                    | Volano (FE)                    |
| 16142      | Stazione meteorologica di Rifredo Mugello               | Passo del Giogo (FI)           |
| 16143      | Stazione meteorologica di Rolo DCP                      | Rolo (RE)                      |
| 16144      | Stazione meteorologica di San Pietro Capofiume DCP      | Molinella (BO)                 |
| 16146      | Stazione meteorologica di Ravenna Punta Marina          | Punta Marina (RA)              |
| 16147      | Stazione meteorologica di Forlì                         | Forlì (FC)                     |
| 16148      | Stazione meteorologica di Cervia                        | Cervia (RA)                    |
| 16149      | Stazione meteorologica di Rimini Miramare               | Rimini (RN)                    |
| 16153      | Stazione meteorologica di Capo Mele                     | Andora (SV)                    |
| 16154      | Stazione meteorologica di Gorgona                       | Isola di Gorgona (LI)          |
| 16158      | Stazione meteorologica di Pisa San Giusto               | Pisa (PI)                      |
| 16164      | Stazione meteorologica di Volterra                      | Volterra (PI)                  |
| 16165      | Stazione meteorologica di Volterra DCP                  | Volterra (PI)                  |
| 16168      | Stazione meteorologica di Monte Argentario              | Monte Argentario (GR)          |
| 16170      | Stazione meteorologica di Firenze Peretola              | Firenze (FI)                   |
| 16171      | Stazione meteorologica di Firenze DCP                   | Firenze (FI)                   |
| 16172      | Stazione meteorologica di Arezzo Molin Bianco           | Arezzo (AR)                    |
| 16172      | Stazione meteorologica di Frontone                      | Frontone (PU)                  |
| 16174      | Stazione meteorologica di Siena Poggio al Vento         | Siena (SI)                     |
| 16181      | Stazione meteorologica di Perugia Sant'Egidio           | Perugia (PG)                   |
| 16182      | Stazione meteorologica di Perugia Sant'Egidio DCP       | Perugia (PG)                   |
| 16190      | Stazione meteorologica di Ancona DCP                    | Ancona (AN)                    |
| 16191      | Stazione meteorologica di Ancona Falconara              | Falconara Marittima (AN)       |
| 16197      | Stazione meteorologica di Elba-Monte Calamita           | Monte Calamita (LI)            |
| 16198      | Stazione meteorologica di Elba-Monte Calamita DCP       | Monte Calamita (LI)            |
| 16200      | Stazione meteorologica di Pianosa                       | Pianosa (LI)                   |
| 16204      | Stazione meteorologica di Radicofani                    | Radicofani (SI)                |
| 16206      | Stazione meteorologica di Grosseto Aeroporto            | Grosseto (GR)                  |
| 16214      | Stazione meteorologica di Civitavecchia-Santa Marinella | Santa Marinella (RM)           |
| 16216      | Stazione meteorologica di Viterbo                       | Viterbo (VT)                   |
| 16219      | Stazione meteorologica di Monte Terminillo              | Monte Terminilluccio (RI)      |
| 16221      | Stazione meteorologica di Rieti                         | Rieti (RI)                     |
| 16224      | Stazione meteorologica di Bracciano Vigna di Valle      | Vigna di Valle (RM)            |
| 16226      | Stazione meteorologica dell'Aquila Preturo DCP          | L'Aquila (AQ)                  |
| 16227      | Stazione meteorologica di Fucino                        | Avezzano (AQ)                  |
| 16228      | Stazione meteorologica dell'Aquila Preturo              | L'Aquila (AQ)                  |
| 16229      | Stazione meteorologica di Campo Imperatore              | Campo Imperatore (AQ)          |
| 16230      | Stazione meteorologica di Pescara Aeroporto             | Pescara (PE)                   |
| 16232      | Stazione meteorologica di Termoli                       | Termoli (CB)                   |
| 16233      | Stazione meteorologica di Guidonia DCP                  | Guidonia Montecelio (RM)       |
| 16234      | Stazione meteorologica di Guidonia                      | Guidonia Montecelio (RM)       |
| 16235      | Stazione meteorologica di Roma Urbe                     | Roma (RM)                      |
| 16238      | Stazione meteorologica di Roma Centocelle DCP           | Roma (RM)                      |
| 16239      | Stazione meteorologica di Roma Ciampino                 | Ciampino (RM)                  |
| 16240      | Stazione meteorologica di Roma Centro                   | Roma (RM)                      |
| 16242      | Stazione meteorologica di Roma Fiumicino                | Fiumicino (RM)                 |
| 16243      | Stazione meteorologica di Latina Aeroporto              | Latina (LT)                    |
| 16244      | Stazione meteorologica di Frosinone                     | Frosinone (FR)                 |
| 16245      | Stazione meteorologica di Pratica di Mare               | Pratica di Mare (RM)           |
| 16249      | Stazione meteorologica di Torre Olevola                 | Torre Olevola (LT)             |
| 16252      | Stazione meteorologica di Campobasso                    | Campobasso (CB)                |
| 16253      | Stazione meteorologica di Grazzanise                    | Grazzanise (CE)                |
| 16258      | Stazione meteorologica di Monte Sant'Angelo             | Monte Sant'Angelo (FG)         |
| 16261      | Stazione meteorologica di Foggia Amendola               | San Marco in Lamis (FG)        |
| 16263      | Stazione meteorologica di Trevico                       | Trevico (AV)                   |
| 16266      | Stazione meteorologica di Vieste DCP                    | Vieste (FG)                    |
| 16270      | Stazione meteorologica di Bari Palese                   | Bari (BA)                      |
| 16271      | Stazione meteorologica di Bari DCP                      | Bari (BA)                      |
| 16280      | Stazione meteorologica di Ponza                         | Ponza (LT)                     |
| 16289      | Stazione meteorologica di Napoli Capodichino            | Napoli (NA)                    |
| 16292      | Stazione meteorologica di Salerno Pontecagnano          | Pontecagnano Faiano (SA)       |
| 16294      | Stazione meteorologica di Anacapri Damecuta             | Anacapri (NA)                  |
| 16300      | Stazione meteorologica di Potenza                       | Potenza (PZ)                   |
| 16310      | Stazione meteorologica di Capo Palinuro                 | Centola (SA)                   |
| 16312      | Stazione meteorologica di Gioia del Colle               | Gioia del Colle (BA)           |
| 16316      | Stazione meteorologica di Latronico                     | Latronico (PZ)                 |
| 16320      | Stazione meteorologica di Brindisi                      | Brindisi (BR)                  |
| 16324      | Stazione meteorologica di Grottaglie                    | Grottaglie (TA)                |
| 16325      | Stazione meteorologica di Marina di Ginosa              | Marina di Ginosa (TA)          |
| 16332      | Stazione meteorologica di Lecce Galatina                | Galatina (LE)                  |
| 16333      | Stazione meteorologica di Lecce Galatina DCP            | Galatina (LE)                  |
| 16334      | Stazione meteorologica di Otranto DCP                   | Otranto (LE)                   |
| 16337      | Stazione meteorologica di Bonifati                      | Bonifati (CS)                  |
| 16344      | Stazione meteorologica di Monte Scuro                   | Monte Scuro (CS)               |
| 16350      | Stazione meteorologica di Crotone-Isola di Capo Rizzuto | Isola di Capo Rizzuto (KR)     |
| 16351      | Stazione meteorologica di Crotone DCP                   | Isola di Capo Rizzuto (KR)     |
| 16360      | Stazione meteorologica di Santa Maria di Leuca          | Santa Maria di Leuca (LE)      |
| 16362      | Stazione meteorologica di Lamezia Terme                 | Lamezia Terme (CZ)             |
| 16400      | Stazione meteorologica di Ustica                        | Ustica (PA)                    |
| 16405      | Stazione meteorologica di Palermo Punta Raisi           | Cinisi (PA)                    |
| 16409      | Stazione meteorologica di Palermo DCP                   | Palermo (PA)                   |
| 16410      | Stazione meteorologica di Palermo Boccadifalco          | Palermo (PA)                   |
| 16415      | Stazione meteorologica di Isola di Salina DCP           | Salina (ME)                    |
| 16416      | Stazione meteorologica di Stromboli DCP                 | Stromboli (ME)                 |
| 16420      | Stazione meteorologica di Messina                       | Messina (ME)                   |
| 16422      | Stazione meteorologica di Reggio Calabria               | Reggio Calabria (RC)           |
| 16429      | Stazione meteorologica di Trapani Birgi                 | Trapani (TP)                   |
| 16434      | Stazione meteorologica di Prizzi                        | Prizzi (PA)                    |
| 16436      | Stazione meteorologica di Sciacca DCP                   | Sciacca (AG)                   |
| 16450      | Stazione meteorologica di Enna                          | Enna (EN)                      |
| 16453      | Stazione meteorologica di Gela                          | Gela (CL)                      |
| 16459      | Stazione meteorologica di Catania Sigonella             | Catania (CT)                   |
| 16460      | Stazione meteorologica di Catania Fontanarossa          | Catania (CT)                   |
| 16470      | Stazione meteorologica di Pantelleria                   | Pantelleria (TP)               |
| 16480      | Stazione meteorologica di Cozzo Spadaro                 | Portopalo di Capo Passero (SR) |
| 16490      | Stazione meteorologica di Lampedusa                     | Lampedusa (AG)                 |
| 16504      | Stazione meteorologica dell'Asinara                     | Asinara (SS)                   |
| 16506      | Stazione meteorologica di Guardiavecchia                | La Maddalena (SS)              |
| 16520      | Stazione meteorologica di Alghero Fertilia              | Alghero (SS)                   |
| 16522      | Stazione meteorologica di Capo Caccia                   | Alghero (SS)                   |
| 16530      | Stazione meteorologica di Olbia-Venafiorita             | Olbia (SS)                     |
| 16531      | Stazione meteorologica di Olbia Costa Smeralda          | Olbia (SS)                     |
| 16538      | Stazione meteorologica di Fonni                         | Fonni (NU)                     |
| 16539      | Stazione meteorologica di Capo Frasca                   | Arbus (SU)                     |
| 16541      | Stazione meteorologica di Perdasdefogu                  | Perdasdefogu (NU)              |
| 16542      | Stazione meteorologica di Capo San Lorenzo              | Villaputzu (SU)                |
| 16546      | Stazione meteorologica di Decimomannu                   | Decimomannu (CA)               |
| 16548      | Stazione meteorologica di Carloforte                    | Carloforte (SU)                |
| 16549      | Stazione meteorologica di Carloforte DCP                | Carloforte (SU)                |
| 16550      | Stazione meteorologica di Capo Bellavista               | Tortolì (NU)                   |
| 16560      | Stazione meteorologica di Cagliari Elmas                | Elmas (CA)                     |
| 16564      | Stazione meteorologica di Capo Carbonara                | Villasimius (SU)               |